# RN11 (Mali)
Die RN11 ist eine Fernstraße in Mali, die in Sikasso an der Ausfahrt der RN7 beginnt und in Koutiala an der Zufahrt zur RN10 endet. Sie ist 127 Kilometer lang.